# Markita Aldridge
Markita Aldridge, coniugata Woods (Detroit, 15 settembre 1973), è un'ex cestista statunitense, professionista nella ABL e nella WNBA.

## Palmarès
- Campionessa NWBL (2001)